# Гришин Іван Тихонович
Іван Тихонович Гришин (16 грудня 1901, село Внуковичі Рославльського повіту Смоленської губернії, тепер Рославльського району Смоленської області, Російська Федерація — 20 червня 1951, місто Москва, Російська Федерація) — радянський військовий діяч, генерал-полковник (10.03.1945). Герой Радянського Союзу (10.04.1945). Депутат Верховної Ради СРСР 2-го скликання.

## Життєпис
Народився в селянській родині. Закінчив чотири класи сільської школи. Працював у батьківському сільському господарстві.
У Червоній армії з липня 1920 року. Службу розпочав червоноармійцем 16-го запасного піхотного полку в місті Дорогобужі. Потім був курсантом 18-х Калузьких піхотних курсів та брав участь у боях проти повстанських загонів Антонова на Тамбовщині.
З квітня 1922 року командував взводом у 163-му стрілецькому полку, 1-му прикордонному полку, 12-му окремому прикордонному батальйоні, 18-му прикордонному батальйоні військ ОДПУ. З квітня 1924 року командував кулеметним взводом 81-го стрілецького полку 27-ї Омської стрілецької дивізії Білоруського військового округу.
З 1925 року навчався в 3-й Західній піхотній школі РСЧА, після її розформування в 1926 році переведений в Іваново-Вознесенську піхотну школу імені Фрунзе в місто Орел, яку успішно закінчив в 1928 році. Тоді ж екстерном склав іспити за семирічну школу.
Член ВКП(б) з 1927 року.
У квітні 1928 — лютому 1933 року — командир взводу, командир роти, начальник штабу батальйону 132-го Донецького стрілецького полку 44-ї Київської Червонопрапорної стрілецької дивізії, з лютого до квітня 1933 року — помічник начальника відділу штабу 44-ї Київської Червонопрапорної стрілецької дивізії імені Щорса Українського військового округу в Житомирі.
З квітня 1933 до 1936 року навчався у Військовій академії РСЧА імені Фрунзе.
З жовтня 1936 до вересня 1937 року служив начальником відділення Центральної школи з підготовки начальників штабів Народного комісаріату оборони СРСР в Москві.
З вересня 1937 року — начальник першої частини штабу 17-ї стрілецької дивізії Московського військового округу, з грудня 1938 до жовтня 1940 року — начальник 2-го відділу в штабі Московського військового округу.
У жовтні 1940 року призначений командиром 137-ї стрілецької дивізії в місті Горькому. З червня 1941 року дивізія брала участь у боях на Західному, Брянському та Південно-Західному фронтах.
З березня 1942 до квітня 1943 року — начальник штабу 50-ї армії Західного фронту. У квітні — червні 1943 року — начальник штабу 11-ї гвардійської армії. У червні 1943 — липні 1945 року — командувач 49-ї армії.
Указом Президії Верховної Ради СРСР від 10 квітня 1945 року «за вмілу організацію та проведення успішних бойових операцій з розгрому ворожих угруповань та виявлені мужність і героїзм» генерал-лейтенанту Гришину Івану Тихоновичу присвоєно звання Героя Радянського Союзу з врученням ордена Леніна та медалі «Золота Зірка» (№ 5510).
У липні 1945 — липні 1946 року — командувач 6-ї гвардійської армії Прибалтійського військового округу.
У липні 1946 — лютому 1950 року — начальник Управління бойової підготовки Сухопутних військ СРСР. У лютому 1950 — 20 червня 1951 року — начальник Головного управління бойової та фізичної підготовки Сухопутних військ СРСР.
Помер 20 червня 1951 року в Москві. Похований на Новодівочому цвинтарі в Москві.

## Військові звання
- Генерал-майор (3.05.1942)
- Генерал-лейтенант (9.09.1943)
- Генерал-полковник (10.03.1945)

## Нагороди
- Герой Радянського Союзу (10.04.1945)
- два ордени Леніна(2210.04.1945, 6.11.1945)
- п'ять орденів Червоного Прапора (7.11.1941, 30.01.1943, 14.02.1943, 3.11.1944, 15.11.1950)
- два ордени Суворова І ступеня (28.09.1943, 29.05.1945)
- орден Кутузова І ступеня (21.07.1944)
- орден Червоної Зірки (22.02.1941)
- орден Скандербега I ступеня (Албанія)
- хрест Грюнвальда I ступеня (ПНР) (1945)
- медаль «За Одру, Нісу та Балтику» (ПНР) (1945)
- медаль «Перемоги і Свободи» (ПНР) (1945)
- медаль «За оборону Москви»
- медаль «За взяття Кенігсберга»
- медаль «За перемогу над Німеччиною у Великій Вітчизняній війні 1941—1945 рр.»
- ювілейна медаль «XX років Робітничо-Селянської Червоної Армії»
- ювілейна медаль «30 років Радянської Армії та Флоту»
- ювілейна медаль «У пам'ять про 800-річчя Москви»